# Тимчасові правила
Тимчасо́ві пра́вила (рос. «Временные правила») — низка указів російського уряду, виданих 3 (15) травня 1882 року стосовно євреїв (незабаром після того, як єврейські погроми, що розпочалися в Єлисаветграді 15 квітня 1881 року, охопили 7 губерній).
За правилами євреям заборонялося:
- селитися у сільській місцевості якщо там ніколи до того не проживав
- придбавати нерухоме майно поза містечок і міст та орендувати земельні угіддя
- торгувати в неділю та в християнські свята.

«Тимчасові правила» були обов'язкові для 15 російських губерній смуги осілості крім Царства Польського
У 1883 р. була створена «Верховна комісія з перегляду законів про євреїв» під керівництвом графа К. Палена і з роками «Тимчасові правила» доповнили:
- 1887 — євреям, що жили в селах до 1882 року, заборонили переїжджати з одного села в інше.
- 10 травня 1903 року було прийнято рішення дозволити євреям проживати в 101му селі, що фактично вже стали єврейськими містечками. До початку Першої світової війни було триста таких сіл.

Скасовані в березні 1917 року Тимчасовим урядом.